# Eutropis nagarjuni
Eutropis nagarjuni (мабуя Шарми) — вид сцинкоподібних ящірок родини сцинкових (Scincidae). Ендемік Індії.

## Поширення і екологія
Мабуї Шарми відомі з кількох місцевостей, розташованих на півдні Телангани та на півночі Андгра-Прадешу. Вони живуть в сухих листяних лісах, що ростуть серед скель, на висоті від 120 до 520 м над рівнем моря.

## Збереження
МСОП класифікує стан збереження цього виду як близький до загрозливого. Eutropis nagarjuni загроує знищення природного середовища.